# 1241 (szám)
Az 1241 (római számmal: MCCXLI) az 1240 és 1242 között található természetes szám.

## A szám a matematikában
A tízes számrendszerbeli 1241-es a kettes számrendszerben 10011011001, a nyolcas számrendszerben 2331, a tizenhatos számrendszerben 4D9 alakban írható fel.
Az 1241 páratlan szám, összetett szám, félprím. Kanonikus alakja 171 · 731, normálalakban az 1,241 · 103 szorzattal írható fel. Négy osztója van a természetes számok halmazán, ezek növekvő sorrendben: 1, 17, 73 és 1241.
Középpontos köbszám. Tizenegyszögszám.
Az 1241 harminchat szám valódiosztó-összegeként áll elő, ezek közül legkisebb a 2763.

## Csillagászat
- 1241 Dysona kisbolygó